# Abborrtjärnen (Älvdalens socken, Dalarna, 680224-136795)
Abborrtjärnen är en sjö i Älvdalens kommun i Dalarna och ingår i Dalälvens huvudavrinningsområde.